# Indonesia International
Die Indonesia International (auch  als Djarum Open, Indonesia Satellite oder Indonesia International Challenge betitelt) sind offene indonesische internationale Meisterschaften im Badminton. Mit der Austragung dieser Meisterschaft neben den Indonesia Open wird der Bedeutung der Sportart Badminton im Land und international Rechnung getragen. Weitere, oft ebenfalls als Indonesia International bezeichnete Veranstaltungen, sind die Jakarta International, Surabaya International, USM International und der Walikota Surabaya Cup.

## Austragungsorte
| Jahr | Austragungsort | Datum                             | Vollständige Bezeichnung                                            | Weitere Veranstaltungen der Saison                                                 |
| ---- | -------------- | --------------------------------- | ------------------------------------------------------------------- | ---------------------------------------------------------------------------------- |
| 1997 |                | Anfang Juli 1997                  | Indonesia International 1997                                        | -                                                                                  |
| 1998 | -              | -                                 | -                                                                   | Jakarta International 1998                                                         |
| 2001 | -              | -                                 | -                                                                   | Jakarta International 2001                                                         |
| 2005 | -              | -                                 | -                                                                   | Jakarta International 2005, Surabaya International 2005                            |
| 2006 | -              | -                                 | -                                                                   | Jakarta International 2006, Surabaya International 2006                            |
| 2007 | -              | -                                 | -                                                                   | Surabaya International 2007                                                        |
| 2008 | Jakarta        | 26. bis 30. August 2008           | GGJP Indonesia Challenge 2008                                       | -                                                                                  |
| 2009 | Jakarta        | 4. bis 8. August 2008             | Astec Ultra Milk Indonesia International Challenge 2009             | -                                                                                  |
| 2010 | Surabaya       | 27. bis 31. Juli 2010             | Sunkist Indonesia International Challenge Indocock Djarum Open 2010 | Walikota Surabaya Cup 2010                                                         |
| 2011 | Surabaya       | 19. bis 24. Juli 2011             | Victor Indonesia International Challenge 2011                       | Walikota Surabaya Cup 2011                                                         |
| 2012 | Surabaya       | 2. bis 7. Juli 2012               | Victor Indonesia International Challenge 2012                       | Walikota Surabaya Cup 2012                                                         |
| 2013 | Surabaya       | 2. bis 7. Juli 2013               | Prim-A Indonesia International Challenge 2013                       | Walikota Surabaya Cup 2013                                                         |
| 2014 | Jakarta        | 12. bis 16. August 2014           | Astec Indonesia International Challenge 2014                        | Walikota Surabaya Cup 2014, USM International 2014                                 |
| 2015 | Surabaya       | 1. bis 6. September 2015          | Victor Indonesia International Challenge 2015                       | Walikota Surabaya Cup 2015, USM International 2015                                 |
| 2016 | -              | -                                 | -                                                                   | Walikota Surabaya Cup 2016, USM International 2016                                 |
| 2017 | -              | -                                 | -                                                                   | Walikota Surabaya Cup 2017, USM International 2017                                 |
| 2018 |                | 23. bis 28. Oktober 2018          | Indonesia International Challenge 2018                              | Walikota Surabaya Cup 2018, USM International 2018                                 |
| 2019 |                | 22. bis 27. Oktober 2019          | Indonesia International Challenge 2019                              |                                                                                    |
| 2022 |                | 27. September bis 2. Oktober 2022 | Indonesia International Challenge 2022                              | Indonesia International Series 2022, Malang Indonesia International Challenge 2022 |
| 2023 |                | 29. August bis 3. September 2023  | Indonesia International Challenge 2023                              | Surabaya International 2023                                                        |
| 2024 |                | 20. August bis 25. August 2024    | Indonesia International Challenge 2024                              |                                                                                    |

## Die Sieger
| Jahr      | Herreneinzel                   | Dameneinzel               | Herrendoppel                                          | Damendoppel                                   | Mixed                                                 |
| --------- | ------------------------------ | ------------------------- | ----------------------------------------------------- | --------------------------------------------- | ----------------------------------------------------- |
| 1997      | George Rimarcdi                | Ellen Angelina            | Davis Efraim Halim Haryanto                           | Angeline de Pauw Vita Marissa                 | Bambang Suprianto Rosalina Riseu                      |
| 1998 2007 | nicht ausgetragen              | nicht ausgetragen         | nicht ausgetragen                                     | nicht ausgetragen                             | nicht ausgetragen                                     |
| 2008      | Andre Kurniawan Tedjono        | Bae Yeon-ju               | Rendra Wijaya Fran Kurniawan                          | Meiliana Jauhari Shendy Puspa Irawati         | Fran Kurniawan Shendy Puspa Irawati                   |
| 2009      | Dionysius Hayom Rumbaka        | Fransisca Ratnasari       | Alvent Yulianto Hendra Gunawan                        | Vita Marissa Nadya Melati                     | Ricky Widianto Devi Tika Permatasari                  |
| 2010      | Alamsyah Yunus                 | Rosaria Yusfin Pungkasari | Muhammad Ulinnuha Berry Angriawan                     | Della Destiara Haris Suci Rizky Andini        | Hendra Mulyono Ayu Rahmasari                          |
| 2011      | Tommy Sugiarto                 | P. V. Sindhu              | Rendra Wijaya Rian Sukmawan                           | Della Destiara Haris Suci Rizky Andini        | Andhika Anhar Keshya Nurvita Hanadia                  |
| 2012      | Alamsyah Yunus                 | Desi Hera                 | Ricky Karanda Suwardi Muhammad Ulinnuha               | Pia Zebadiah Rizki Amelia Pradipta            | Lee Jae-jin Yoo Hyun-young                            |
| 2013      | Jonatan Christie               | Dinar Dyah Ayustine       | Praveen Jordan Didit Juang Indrianto                  | Maretha Dea Giovani Melvira Oklamona          | Ardiansyah Putra Devi Tika Permatasari                |
| 2014      | Lee Hyun-il                    | Mayu Matsumoto            | Fajar Alfian Muhammad Rian Ardianto                   | Suci Rizky Andini Tiara Rosalia Nuraidah      | Ronald Alexander Melati Daeva Oktavianti              |
| 2015      | Sony Dwi Kuncoro               | Gregoria Mariska Tunjung  | Berry Angriawan Rian Agung Saputro                    | Gebby Ristiyani Imawan Tiara Rosalia Nuraidah | Fran Kurniawan Komala Dewi                            |
| 2016 2017 | nicht ausgetragen              | nicht ausgetragen         | nicht ausgetragen                                     | nicht ausgetragen                             | nicht ausgetragen                                     |
| 2018      | Chico Aura Dwi Wardoyo         | Shiori Saito              | Sabar Karyaman Gutama Frengky Wijaya Putra            | Tania Oktaviani Kusumah Vania Arianti Sukoco  | Kohei Gondo Ayane Kurihara                            |
| 2019      | Ikhsan Leonardo Imanuel Rumbay | Asuka Takahashi           | Kang Min-hyuk Kim Jae-hwan                            | Anggia Shitta Awanda Pia Zebadiah             | Zachariah Josiahno Sumanti Hediana Julimarbela        |
| 2020 2021 | nicht ausgetragen              | nicht ausgetragen         | nicht ausgetragen                                     | nicht ausgetragen                             | nicht ausgetragen                                     |
| 2022      | Lin Kuan-ting                  | Ester Nurumi Tri Wardoyo  | Takumi Nomura Yuichi Shimogami                        | Anggia Shitta Awanda Putri Larasati           | Akbar Bintang Cahyono Marsheilla Gischa Islami        |
| 2023      | Alwi Farhan                    | Ester Nurumi Tri Wardoyo  | Berry Angriawan Rian Agung Saputro                    | Jesita Putri Miantoro Febi Setianingrum       | Weeraphat Phakjarung Ornnicha Jongsathapornparn       |
| 2024      | Yohanes Saut Marcellyno        | Hina Akechi               | Jafar Hidayatullah Felisha Alberta Nathaniel Pasaribu | Miki Kanehiro Rui Kiyama                      | Jafar Hidayatullah Felisha Alberta Nathaniel Pasaribu |

## Weitere Turniervarianten

### Indonesia International Series
| Jahr      | Herreneinzel                   | Dameneinzel             | Herrendoppel                  | Damendoppel              | Mixed                                       |
| --------- | ------------------------------ | ----------------------- | ----------------------------- | ------------------------ | ------------------------------------------- |
| 2022      | Ikhsan Leonardo Imanuel Rumbay | Mutiara Ayu Puspitasari | Alfian Eko Prasetya Ade Yusuf | Ririn Amelia Virni Putri | Dejan Ferdinansyah Gloria Emanuelle Widjaja |
| 2023 2024 | nicht ausgetragen              | nicht ausgetragen       | nicht ausgetragen             | nicht ausgetragen        | nicht ausgetragen                           |

### Jakarta International
| Jahr      | Herreneinzel      | Dameneinzel            | Herrendoppel                | Damendoppel                            | Mixed                                    |
| --------- | ----------------- | ---------------------- | --------------------------- | -------------------------------------- | ---------------------------------------- |
| 1998      | Vidre Wibowo      | Yeni Diah              | Karel Mainaky Nova Widianto | Angeline de Pauw Upi Chrisnawati       | Endra Mulyana Mulyajaya Angeline de Pauw |
| 1999 2000 | nicht ausgetragen | nicht ausgetragen      | nicht ausgetragen           | nicht ausgetragen                      | nicht ausgetragen                        |
| 2001      | Sidoro Aditya     | Atu Rosalina           | Davis Efraim Karel Mainaky  | Ninna Ernita Tetty Yunita              | Hendra Gunawan Lita Nurlita              |
| 2002 2004 | nicht ausgetragen | nicht ausgetragen      | nicht ausgetragen           | nicht ausgetragen                      | nicht ausgetragen                        |
| 2005      | Jeffer Rosobin    | Maria Kristin Yulianti | Rohanda Agung Enroe         | Apriliana Rintan Rani Mundiasti        | Valiyaveetil Diju Jwala Gutta            |
| 2006      | Tommy Sugiarto    | Pia Zebadiah           | Hendra Gunawan Joko Riyadi  | Nitya Krishinda Maheswari Nadya Melati | Lingga Lie Yulianti CJ                   |
| 2007 2024 | nicht ausgetragen | nicht ausgetragen      | nicht ausgetragen           | nicht ausgetragen                      | nicht ausgetragen                        |

### Malang Indonesia International
| Jahr | Herreneinzel  | Dameneinzel | Herrendoppel                          | Damendoppel                        | Mixed                                       |
| ---- | ------------- | ----------- | ------------------------------------- | ---------------------------------- | ------------------------------------------- |
| 2022 | Weng Hongyang | Gao Fangjie | Rahmat Hidayat Pramudya Kusumawardana | Lanny Tria Mayasari Ribka Sugiarto | Dejan Ferdinansyah Gloria Emanuelle Widjaja |

### Surabaya International
| Jahr | Herreneinzel   | Dameneinzel            | Herrendoppel                                      | Damendoppel                                     | Mixed                                           |
| ---- | -------------- | ---------------------- | ------------------------------------------------- | ----------------------------------------------- | ----------------------------------------------- |
| 2005 | Park Sung-hwan | Maria Kristin Yulianti | Bambang Suprianto Tri Kusharyanto                 | Ha Jung-eun Kim Min-jung                        | Bambang Suprianto Minarti Timur                 |
| 2006 | Jeffer Rosobin | Maria Kristin Yulianti | Ade Lukas Rian Sukmawan                           | Meiliana Jauhari Purwati                        | Tri Kusharyanto Minarti Timur                   |
| 2007 | Hong Ji-hoon   | Chiu Yi-ju             | Yonathan Suryatama Dasuki Rian Sukmawan           | Meiliana Jauhari Shendy Puspa Irawati           | Tontowi Ahmad Yulianti CJ                       |
| 2023 | Sholeh Aidil   | Sim Yu-jin             | Kenya Mitsuhashi Hiroki Okamura                   | Laksika Kanlaha Phataimas Muenwong              | Hiroki Nishi Akari Sato                         |
| 2024 | Koo Takahashi  | Yataweemin Ketklieng   | Rahmat Hidayat Yeremia Erich Yoche Yacob Rambitan | Lanny Tria Mayasari Siti Fadia Silva Ramadhanti | Lanny Tria Mayasari Siti Fadia Silva Ramadhanti |

### USM International
| Saison    | Herreneinzel            | Dameneinzel          | Herrendoppel                               | Damendoppel                                    | Mixed                                                |
| --------- | ----------------------- | -------------------- | ------------------------------------------ | ---------------------------------------------- | ---------------------------------------------------- |
| 2014      | Setyaldi Putra Wibowo   | Febby Angguni        | Afiat Yuris Wirawan Yohanes Rendy Sugiarto | Dian Fitriani Nadya Melati                     | Lukhi Apri Nugroho Masita Mahmudin                   |
| 2015      | Wisnu Yuli Prasetyo     | Fitriani             | Fajar Alfian Muhammad Rian Ardianto        | Gebby Ristiyani Imawan Tiara Rosalia Nuraidah  | Irfan Fadhilah Weni Anggraini                        |
| 2016      | Shesar Hiren Rhustavito | Fitriani             | Chooi Kah Ming Low Juan Shen               | Lim Yin Loo Yap Cheng Wen                      | Yantoni Edy Saputra Marsheilla Gischa Islami         |
| 2017      | Shesar Hiren Rhustavito | Shiori Saito         | Sabar Karyaman Gutama Frengky Wijaya Putra | Febriana Dwipuji Kusuma Tiara Rosalia Nuraidah | Rehan Naufal Kusharjanto Siti Fadia Silva Ramadhanti |
| 2018      | Shesar Hiren Rhustavito | Aurum Oktavia Winata | Rian Swastedian Amri Syahnawi              | Shella Devi Aulia Pia Zebadiah                 | Amri Syahnawi Shella Devi Aulia                      |
| 2019 2024 | nicht ausgetragen       | nicht ausgetragen    | nicht ausgetragen                          | nicht ausgetragen                              | nicht ausgetragen                                    |

### Walikota Surabaya Cup
| Jahr      | Herreneinzel            | Dameneinzel               | Herrendoppel                               | Damendoppel                                    | Mixed                                          |
| --------- | ----------------------- | ------------------------- | ------------------------------------------ | ---------------------------------------------- | ---------------------------------------------- |
| 2010      | Adnan Fauzi             | Hera Desi Ana Rachmawati  | Rendra Wijaya Tri Kusuma Wardana           | Masami Yoshimura Yuka Hayashi                  | Tri Kusuma Wardana Nadya Melati                |
| 2011      | Andreas Adityawarman    | Rosaria Yusfin Pungkasari | Rian Sukmawan Yonathan Suryatama Dasuki    | Devi Tika Permatasari Natalia Poluakan         | Andhika Anhar Keshya Nurvita Hanadia           |
| 2012      | Adnan Fauzi             | Ganis Nur Rahmadani       | Rendra Wijaya Rian Sukmawan                | Melati Daeva Oktavianti Rosyita Eka Putri Sari | Andhika Anhar Keshya Nurvita Hanadia           |
| 2013      | Adi Pratama             | Ganis Nur Rahmadani       | Ade Yusuf Wahyu Nayaka                     | Melati Daeva Oktavianti Rosyita Eka Putri Sari | Tri Kusharyanto Nadya Melati                   |
| 2014      | Febriyan Irvannaldy     | Aya Ohori                 | Afiat Yuris Wirawan Yohanes Rendy Sugiarto | Dian Fitriani Nadya Melati                     | Ardiansyah Putra Devi Tika Permatasari         |
| 2015      | Sony Dwi Kuncoro        | Hera Desi Ana Rachmawati  | Franky Wijaya Putra Sabar Karyaman Gutama  | Shiho Tanaka Koharu Yonemoto                   | Didit Juang Indrianto Koharu Yonemoto          |
| 2016      | Goh Giap Chin           | Moe Araki                 | Fajar Alfian Muhammad Rian Ardianto        | Apriyani Rahayu Jauza Fadhila Sugiarto         | Agripina Prima Rahmanto Apriyani Rahayu        |
| 2017      | Shesar Hiren Rhustavito | Kisona Selvaduray         | Wahyu Nayaka Ade Yusuf                     | Soong Fie Cho Tee Jing Yi                      | Ou Xuanyi Liu Lin                              |
| 2018      | M. Bayu Pangisthu       | Hirari Mizui              | Ade Bagus Sapta Ramadhany Hendra Gustiawan | Dian Fitriani Nadya Melati                     | Agripina Prima Rahmanto Tiara Rosalia Nuraidah |
| 2019 2024 | nicht ausgetragen       | nicht ausgetragen         | nicht ausgetragen                          | nicht ausgetragen                              | nicht ausgetragen                              |